# Lawrence B. Palladino
Lawrence Benedict Palladino, alias Lorenzo Benedetto (Tiglieto, 15 agosto 1837 – Missoula, 16 agosto 1927), è stato un gesuita e missionario italiano.

## Biografia
Nel 1852 studiò al Seminario Arcivescovile di Genova, trasferendosi poi nel seminario di Stazzano. Nel novembre 1855 entrò a far parte dei Gesuiti a Massa; due anni dopo Palladino prese i voti e nel 1863 divenne sacerdote divenendo missionario in California. Nel 1867 si trasferì nelle Montagne Rocciose dove operò nell'evangelizzazione degli indiani Flat-heads stanziati nel Montana. Nel 1894 pubblicò le memorie Indian and White in the North West; A History of Catholicity in Montana. Pallidino morì il 16 agosto 1927 nel S. Patrick Hospice di Missoula.

## Opere
Palladino ha lasciato delle memorie sulla sua giovinezza che sono state tradotte e pubblicate da Umberto Torretta (luglio 2008) con il titolo Padre Lorenzo Palladino S.J. da Badia di Tiglieto al Far West.
- Letter of Rev. F.L. Palladin, in charge of Saint Ignatius Mission (1872)
- The Catholic Church in Montana (1880)
- Indian education: An impending calamity to the Catholic Indians of Montana (1892)
- Indian and White in the Northwest; A History of Catholicity in Montana (1894)
- May blossoms, or Spiritual flowerets in honor of the Blessed Mother of God (1898)
- How the Flatheads were christianized (1905)
- Spiritual Flowerettes (1908)
- Mary our mother (1911)
- Founders of the Flathead Mission and some of their successors (1919)
- Historical notes on the Flathead (1919)
- Indian and White in the Northwest: A History of Catholicity in Montana, 1831-1891 (1922)
- The Coeur d'Alene Reservation and our friends, the Coeur d'Aleine Indians (1967)
- Anthony Ravalli, S.J: Forty years a missionary in the Rocky Mountains: memoir by Lawrence Benedict Palladino